# Narodowo-Ludowa Organizacja Wojskowa
Narodowo-Ludowa Organizacja Wojskowa lub Narodowo-Ludowa Organizacja Walki (NLOW) – polska organizacja konspiracyjna o charakterze narodowym działająca od października 1939 do listopada 1942 r.

## Historia
NLOW powstała w październiku 1939 r. w Warszawie, po nieuznaniu legalności październikowej narady aktywu Stronnictwa Narodowego. Jej założycielami byli działacze SN z dawnej frakcji młodych Jędrzeja Giertycha i Kazimierza Kowalskiego: Karol Stojanowski  i Jan Matłachowski. Skupili oni początkowo wokół siebie grupę narodowców, do której należeli m.in.: Kazimierz Kowalski, Szymon Poradowski, Michał Poradowski, Ludwik Jaxa-Bykowski, Jan Barański, Jerzy Grabowski, Edmund Gliński, Jan Kornas, Wacław Lipski, Ryszard Szczęsny.
Powodami utworzenia odrębnej narodowej organizacji konspiracyjnej były prawdopodobnie stare podziały frakcyjne oraz bezkompromisowy stosunek do Służby Zwycięstwu Polski i następnie Związku Walki Zbrojnej. Zimą 1940 r. próbowano połączyć się z grupą Szańca, jednak nic z tego nie wyszło. W listopadzie 1942 r. porozumieli się ze Związkiem Jaszczurczym i przeciwnikami scalenia  Narodowej Organizacji Wojskowej z Armią Krajową tworząc Narodowe Siły Zbrojne. Organem NLOW było „Państwo Narodowe”.

## Ideologia
NLOW miała charakter polityczno-wojskowy, tzn. łączyła atrybuty administracji państwowej z władzą partyjną i działalnością zbrojną. Jej przywódca był jednocześnie przewidywany na przyszłego naczelnika państwa. Byli przeciwnikami porozumienia z organizacjami sanacyjnymi. Przyszła Polska miała być państwem monopartyjnym i zmilitaryzowanym, opartym na religii katolickiej. W polityce zagranicznej postulowano antyniemiecki sojusz z niekomunistyczną Rosją.